# Prostaglandina F2α
La prostaglandina F2α o PGF2α, denominada farmacéuticamente dinoprost (INN), es una prostaglandina natural utilizada en medicina como inductor del parto y como abortivo.
En mamíferos, es producida por el útero al ser estimulado por la oxitocina, en el caso de que no haya habido implantación durante la fase lútea. Actúa en el cuerpo lúteo causando la luteolisis, formando el cuerpo albicans y frenando la producción de progesterona. La acción de la PGF2α depende del número de receptores en la membrana del cuerpo lúteo.
La isoforma 8-iso-PGF2α se encontró en cantidades significativamente mayores en pacientes con endometriosis, siendo por tanto un potencial vínculo causal del estrés oxidativo asociado a endometriosis.

## Mecanismo de acción
La PGF2α actúa uniéndose al receptor de prostaglandina F2α.

## Síntesis
En 2012 se describió una síntesis total de PGF2α, concisa y altamente estereoselectiva. La síntesis requería de sólo siete pasos, una gran mejora respecto a la síntesis original de 17 pasos de Corey y Cheng,, y utiliza 2,5-dimetoxitetrahidrofurano como reactivo de partida, con S-prolina como catalizador asimétrico.

## Análogos
Los siguientes fármacos son análogos de la prostaglandina F2α:
- Latanoprost
- Bimatoprost
- Travoprost
- Carboprost